# J. Will Taylor
James Willis "J. Will" Taylor, född 28 augusti 1880 i Union County i Tennessee, död 14 november 1939 i LaFollette i Tennessee, var en amerikansk republikansk politiker. Han var ledamot av USA:s representanthus från 1919 fram till sin död.
Taylor arbetade som lärare, studerade juridik och inledde 1902 sin karriär som advokat i Tennessee. Han var borgmästare i LaFollette 1910–1913, 1918 och 1919. År 1919 efterträdde han Richard W. Austin som kongressledamot. År 1939 avled han i ämbetet och efterträddes av John Jennings. Taylor gravsattes på Woodlawn Cemetery i LaFollette.